# Don't Pass Me By
〈Don't Pass Me By〉는 더블 음반 《The Beatles》의 영국의 록 밴드 비틀즈의 곡이다. 이 곡은 링고 스타의 첫 번째 솔로 작곡이었다.
이 곡은 스칸디나비아에서 싱글곡으로 발매되었고 1969년 4월 덴마크에서 1위를 기록했다.

## 녹음
이 곡은 1968년 4차례, 6월 5일과 6일, 7월 12일 각각 녹음되었다. 1964년에 〈Don't Pass Me By〉라고 언급했음에도 불구하고, 그 곡은 6월 5일 세션 테이프 레이블에서 〈Ringo's Tune (Untitled)〉로 불렸고 6월 레이블에서는 〈This Is Some Friendly〉로 불렸다. 7월 12일, 그 제목은 복원되었다.

## 참여 인원
- 링고 스타 – 더블 트랙 보컬, 드럼, 압정 피아노, 슬레이벨, 카우벨, 마라카스, 콩카
- 폴 매카트니 – 그랜드 피아노, 베이스 기타
- 잭 팔론 – 바이올린